# Polgár Zsófia
Polgár Zsófia, Sofia Kosashvili (Budapest, 1974. november 9. –) sakkozó, női nemzetközi nagymester, kétszeres sakkolimpiai bajnok, U14 korosztályos világbajnok, rapidsakkban U20 junior világbajnok, eszperantista.

## Élete
Polgár László és Altberger Klára gyermeke. Testvérei, Polgár Judit és Polgár Zsuzsa szintén sakkozók.
1995-ben Izraelben telepedett le, ahol 1999-ben összeházasodott Yona Kosashvili izraeli sakknagymesterrel. Két fiúgyermekük született. Egy ideig Torontóban éltek, majd 2012-ben visszaköltöztek Tel Avivba.
Tanulmányai
- 1997-1998-ban Painting and Sculpture Studies. College of Tel-Hai, Upper Galilee, Israel.
- 1998-1999, Graphic Design Studies. Avni Institute of Design and Arts, Tel Aviv, Israel.
- 2004, Diploma. Architecture and Interior Design, ORT College, Rechovot, Israel.

Jelenleg grafikusművészként, könyvillusztrátorként és sakktanárként dolgozik.

## Sakkozói pályafutása
Első nagy eredményét 5 évesen, 1980-ban érte el, amikor megnyerte az U11 lányok korosztályos magyar bajnokságát.
1986-ban, 11 évesen a fiú U16 korosztályos világbajnokságon a 6. helyen végzett. Ugyanebben az évben az U14 korosztályosok világbajnokságán a fiúk és lányok közös versenyén a 2. helyet szerezte meg, ezzel ő lett a korosztály lány világbajnoka. 1991-ben Matinhosban az U20 korosztályos junior fiú világbajnokságon a 2. helyet szerezte meg.
Rapidsakkban U20 junior világbajnoki címet szerzett 1986-ban Mazatlanban (Mexikó).
A női nemzetközi nagymesteri (WGM) címet 1988-ban érte el, 1990-ben megszerezte a férfi nemzetközi mesteri címet is.
1989-ben, Rómában világszenzációnak számító eredményt ért el a 2900 körüli „performance rating”-es teljesítményével, amely 14 éves korban máig páratlan. Kilenc játszmájából 8,5 pontot szerezve, 2 pont előnnyel végzett a férfi nagymesterek előtt. Több nemzetközi férfi verseny helyezettje volt.
1992-ben világbajnoki ezüstérmet szerzett női rapidsakk versenyszámban, majd a férfi nagymesteri normaelvárást 1,5 ponttal túlteljesítette.
Aktív pályafutásának utolsó Élő-pontszáma 2450, amellyel a magyar női örökranglistán a 3. helyen áll. A női világranglistán a legjobb helyezése a 6. volt. Pontértéke a magyar férfi-női közös örökranglistán a 45. Legmagasabb pontértéke 2540 volt, 1999 decemberben. 2010 óta nem játszott FIDE által jegyzett versenyen, így nem számítják az aktív versenyzők közé.

### Olimpiai szereplése
1988-ban és 1990-ben a Sakkolimpián az 1. helyet, valamint az 1994-ben 2. helyet elért női válogatott tagja volt. 1990-ben 13 játszmából 11,5 ponttal, 1994-ben 14 játszmából 12,5 ponttal egyéni aranyérmet szerzett, míg az 1996-os olimpián az 1. táblán 14 játszmából 10 ponttal a mezőny 3. legjobb eredményét érte el.

## Megjelent művei
- Polgar Tactics: 77 Chess Combination (társszerzők: Polgár Judit és Polgár Zsuzsa), Idea Tours Kiadó, Budapest, 1991. ISBN 9634004598 ISBN 9789634004592

## Díjai, elismerései
- A Magyar Népköztársaság Csillagrendje (1989)[7]